# ¿Por qué lo llaman amor cuando quieren decir sexo?
Pour plus de détails, voir Fiche technique et Distribution.
¿Por qué lo llaman amor cuando quieren decir sexo? est un film espagnol réalisé par Manuel Gómez Pereira, sorti en 1993.

## Synopsis
Gloria est actrice de peep show. Un jour, son partenaire tombe malade et doit être remplacé par Manu.

## Fiche technique
- Titre : ¿Por qué lo llaman amor cuando quieren decir sexo?
- Réalisation : Manuel Gómez Pereira
- Scénario : Yolanda García Serrano, Manuel Gómez Pereira, Juan Luis Iborra et Joaquín Oristrell
- Musique : Manolo Tena
- Photographie : Hans Burmann
- Montage : Guillermo Represa
- Production : César Benítez et Carlos Orengo
- Société de production : Audiovisuales Nebli et Cristal Producciones Cinematográficas
- Pays :  Espagne
- Genre : Comédie
- Durée : 99 minutes
- Date de sortie : 
  - Espagne : 12 février 1993

## Distribution
- Verónica Forqué : Gloria
- Jorge Sanz : Manu
- Rosa Maria Sardà : Sole
- Fernando Guillén : Enrique
- Fernando Colomo : Aurelio Castro
- Alejandra Grepi : Celia

## Distinctions
Le film a été nommé pour deux prix Goya et a reçu le prix Goya de la meilleure actrice dans un second rôle pour Rosa Maria Sardà.